# 1%MC

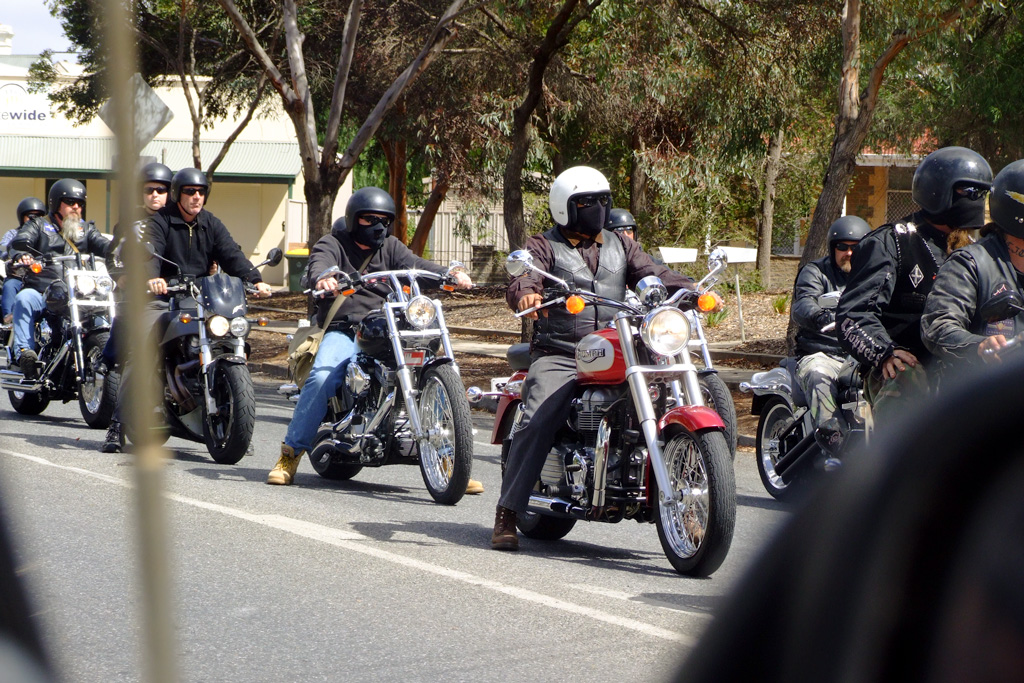
Gypsy Joker MC, Australië

Een 1%MC (1% MotorClub) of OMG (Outlaw Motorcycle Gang) is een motorclub waarvan de leden zich niet aan de wet gebonden voelen.

## Geschiedenis

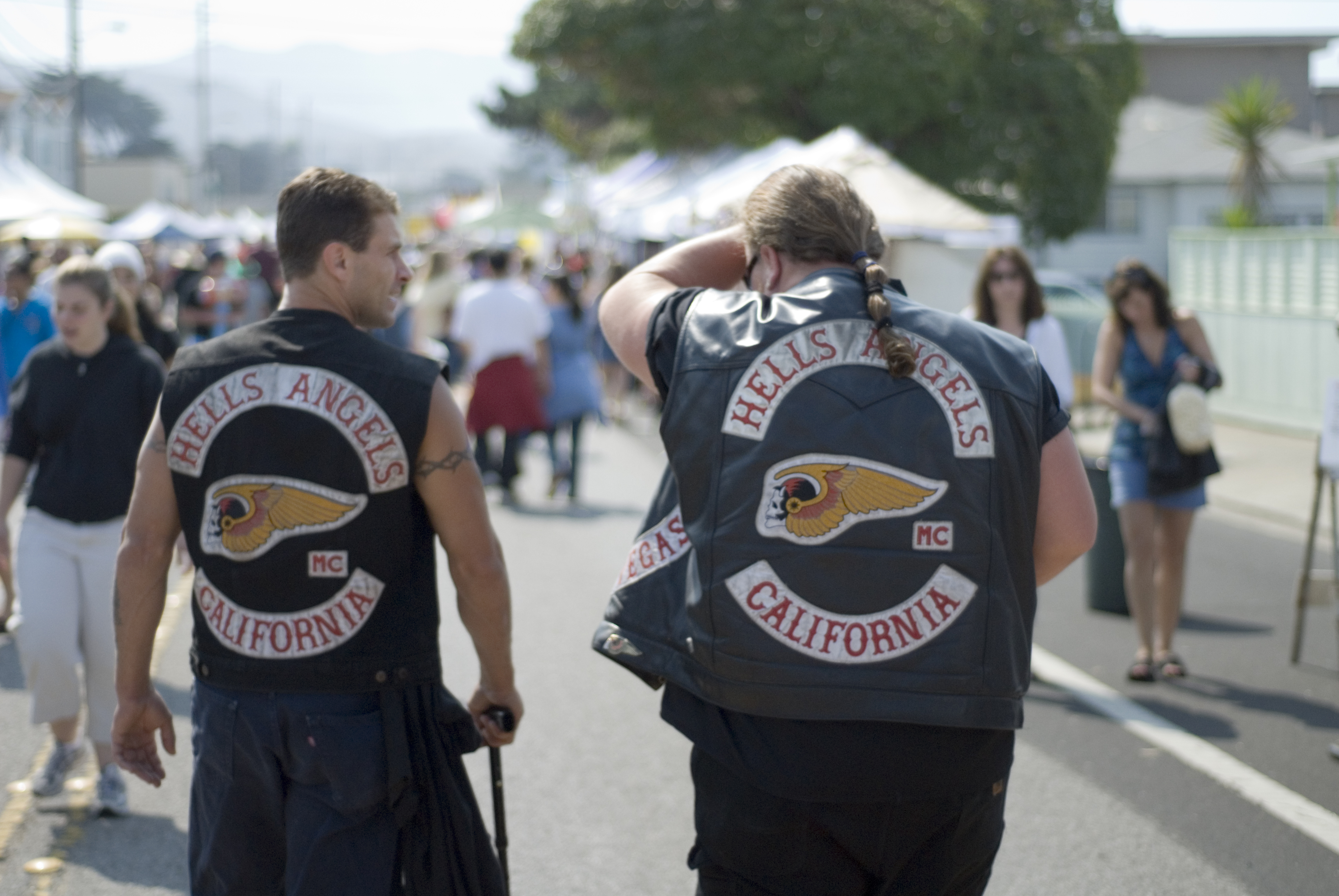
Californische Hells Angels-leden met kenmerkende vesten

De term "1%MC" zou zijn ontstaan nadat een bestuurder van de American Motorcyclist Association (AMA) op een evenement in het Amerikaanse Hollister in 1947, nadat er gevechten waren uitgebroken, verklaard zou hebben dat 99% van alle motorrijders fatsoenlijke burgers zijn. Men noemde 99% van de bezoekers van de AMA-evenementen “law abiding citizens”. Een gedeelte dat zich daar niet door aangesproken voelde noemde zich vanaf dat moment 1%. De AMA nam afstand van deze “enkelingen die zich misdroegen” om hun eigen organisatie niet verder te beschadigen.
De meeste wereldwijd opererende 1%MC's zijn ontstaan in de Verenigde Staten. De belangrijkste zijn de Outlaws (1935, Illinois), de Hells Angels (1948, Californië), de Gypsy Jokers (1956, Californië), de Pagans (1959, Maryland), de Bandidos (1966, Texas) en de Mongols (1969, Californië). Vier in Europa opgerichte 1%MC's zijn Blue Angels (1963, Glasgow), Gremium (1972, Mannheim), Satudarah (1990, Moordrecht) en No Surrender (2013, Amsterdam).
1%MC's zijn in de regel verdeeld in 'chapters': regionale afdelingen. Zo kenden in 2012 de Nederlandse Hells Angels 17 chapters (plus één op Curaçao) en Satudarah 20. Daarnaast hebben veel van dergelijke clubs 'supportclubs' of 'front patch'-clubs. Leden van de officiële MC's (motorclubs met driedelige back-patch) heten full color member. Bij deze clubs wordt men eerst hangaround en na een proeftijd van circa 5 tot 8 maanden prospect (aspirant-lid). Pas na minimaal een jaar prospect te zijn geweest kan men full member (volwaardig lid) worden.

## Rivaliteit
Tussen de 1%MC's is er geregeld sprake van gewelddadigheden. Vooral in de Verenigde Staten, Duitsland, Canada, Australië en in Scandinavië zijn er in het verleden conflicten geweest, waarvan een aantal met dodelijke afloop.

## Cultuur

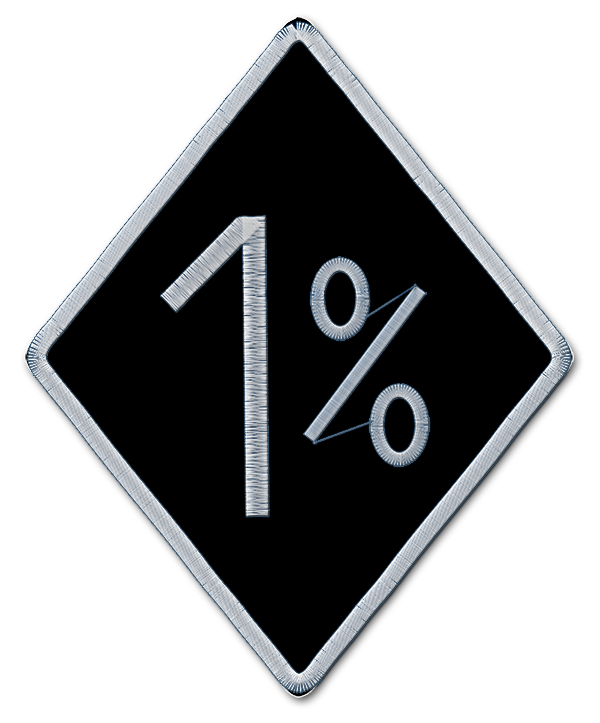
1%-patch

1%MC's hebben een subcultuur, die tussen de verschillende clubs wel overeenkomsten vertoont. Zo is er de voorkeur voor een bepaald motorfietsmerk, is er een clubhuis en bestaat er een stelsel van rituelen en symbolen, waaronder tatoeages en kleding met 'patches' waaraan ingewijden de rang kunnen aflezen.

## Nederland
In Nederland waren de Hells Angels lange tijd de enige internationale 1%MC. Andere 1%MC's hebben alleen afdelingen in Nederland. In 2013 werd door voormalige Satudarah- en Hells Angels-leden een nieuwe 1%MC opgericht: No Surrender MC. In 2018 werd Motorclub Satudarah verboden door de rechter.
Het overlegorgaan de Raad van Acht had tot doel grote conflicten tussen 1%MC's te voorkomen. In 2013 is deze raad opgeheven. Dit overleg vind nu nog wel plaats tussen diverse 1%MC's maar niet meer als officieel overlegsorgaan.
De volgende 1%MC's zijn in Nederland op enig moment actief/ geweest:
- Animals MC.[5]
- Bandidos MC,[5] sinds 2017 in Nederland verboden.[6]
- Caloh Wagoh, opgericht in  2016, verboden in Nederland op 19 april 2021.
- Demons MC,[5] opgericht in 1982.
- Hardliners MC,[7] opgericht in 2019, verboden in Nederland op 8 maart 2024.
- Hells Angels MC,[5] opgericht in 1978. In 2019 verboden in Nederland.[8]
- Mongols MC,[9] opgericht in 2014. Opgeheven in 2016.[10]
- No Surrender MC,[5] opgericht in 2013. In 2019 verboden in Nederland.[11]
- Omerta MC, Opgericht in 2023 door verschillende ex MC leden van verschillende clubs.
- Rebel Crew MC.[5]
- Red Devils MC, richtte in 2013 zijn eerste Nederlandse chapter op,[12] supportclub van Hells Angels MC.
- Rogues MC,[5] opgericht in 1979.
- Satudarah MC,[5] opgericht in 1990, verboden in 2018.[2]
- Spiders MC.[5]
- Trailer Trash Travellers MC.[5]
- Untouchables MC, opgericht in 2018.[13]

Wat betreft Motorclubs Black Sheep MC en Veterans MC (die ook werden geschaard onder de categorie 1%MC): in een brief van het ministerie van Veiligheid en Justitie aan advocaat Michael Ruperti wordt verklaard dat deze clubs geen criminele organisaties zijn. Volgens de Nationale ombudsman moet de politie dan ook de kwalificatie OMG  herbeoordelen.

## België
In België zijn de volgende 1%MC's actief:
- Outlaws.[16]
- Hells Angels Belgium.
- Blue Angels MC.
- Blue Skulls mc
- Mongols.[17]
- Bandidos.[18]
- Mjölnir MC.[19]
- Immortal MC.[20]
- Red Devils MC
- No Surrender MC